# Bogdan Dreyer
Bogdan Dumitrescu-Dreyer (n. 1962, București) este un regizor român de film și scenarist.

## Biografie
Bogdan Dumitrescu-Dreyer s-a născut în 1962 la București. Emigrează împreună cu părinții la Frankfurt, Republica Federală Germania; revine în România după 1990.
A absolvit Institutul de cinematografie din Roma, unde a avut printre profesori pe Cesare Zavattini și Ettore Scola.

## Carieră
În 1987, regizează filmul germano-român de scurt metraj Wundergeschichten (Storia di miracoli).
În 1991, debutează ca regizor de film cu pelicula Unde la soare e frig.
A folosit numele Bogdan Dreyer în 2013 la regizarea filmului Condamnat la viață. Totodată i-a atacat pe producătorii lungmetrajului, acuzându-i că au modificat scenariul fără acordul său. Regizorul a lipsit de la premiera filmului.

## Filmografie

### Ca regizor
- Wundergeschichten (Storia di miracoli) (1987), film scurt
- Unde la soare e frig (1991)[4]
- Thalassa, Thalassa (1994)
- Die letzte Station (L'ultima stazione) (1999) (Și producător-executiv).[5]
- Camera ascunsă (2004)
- Condamnat la viață (2013)

### Ca scenarist
- Unde la soare e frig (1991)
- Thalassa, Thalassa (1994)
- Die letzte Station (L'ultima stazione) (1999)
- Condamnat la viață (2013)